# Holger Henriksen
Holger Henriksen (født 5. oktober 1931) var en dansk pædagog, der gennem sin undervisning i skole og læreruddannelse, ved sin foredragsvirksomhed og sit forfatterskab har bidraget til skoletænkningen og den pædagogiske debat i Danmark. Ved det alternative Sorømøde i 2006 på Askov Højskole indstiftedes Holger Prisen, der årligt uddeles til en kritisk pædagog.
Henriksen voksede op i Sønderjylland (Aabenraa) under anden verdenskrig, hvor grænselandets nationale og politiske modsætninger gjorde stærkt indtryk. I skolen erfarede han, at der var en sammenhæng mellem elevens sociale baggrund og den fysiske vold, eleven blev udsat for. Disse tidlige erfaringer blev baggrund for et livslangt pædagogisk og politisk engagement. Politisk blev det til mange aktiviteter på venstrefløjen og pædagogisk til en livslang optagethed af skolens demokratiske opgave.
Efter Henriksen opfattelse bør en lærer bestræbe sig på i videst mulig omfang at skabe overensstemmelse mellem undervisningens indhold og form. Hvis man vil undervise i og opdrage til demokrati, må eleven allerede i skolen gøre demokratiske erfaringer. Undervisning er imidlertid ikke en parlamentarisk proces, og oplysning er ikke en afstemningssag. Lærerautoriteten må derfor gennem antiautoritære fremgangsmåder, gennem undervisningens samtale og i samtalens mulighed formidle den oplysning, der er forudsætning for demokrati og menneskerettigheder. Samtalen blev det centrale begreb i Henriksens tænkning.
Allerede i seminarietiden oplevede Henriksen den navnkundige professor Hal Koch, der med sin bog om demokrati definerede dette som debat og samtale. Senere blev Hal Kochs begreb om samtale knyttet til Jürgen Habermas' teori om kommunikativ kompetence og oplysning.
Henriksen mente, at al god undervisning er et møde mellem lærer og elev, - undervisning er et forhold mellem mennesker, der korrumperes gennem indoktrinering og manipulation. K.E. Løgstrup har med sit begreb om suveræne livsytringer peget på, at tillid er det fundamentale begreb i en pædagogisk etik. I Henriksens pædagogiske tænkning er den grundlæggende filosofi gennem et halvt århundrede knyttet til Habermas' demokratiteori og Løgstrups etik.
Efter sin pensionering blev Henriksen knyttet til Askov Højskole, hvor en grundtvigsk demokratiopfattelse
knyttet til mindretalsret og ytringsfrihed blev en fornyet inspiration. 

## Uddannelse
- Lærereksamen i 1953 ved Tønder Statseminarium. Speciale: Historie. Årsopgave: Sovjetpædagogik.
- Årskursus i tysk 1956-59 ved Danmarks Lærerhøjskoles Provinsårskursus i Esbjerg.
- Læseklassekursus 1957-57 ved Danmarks Lærerhøjskoles Provinsårskursus i Esbjerg.
- Årskursus i pædagogik og psykologi 1968-69 ved Danmarks Lærerhøjskole i København. Forskningspraktikant ved Danmarks Pædagogiske Institut. Årsarbejde i pædagogisk filosofi: Skole og kulturmøde i Grønland.
- Kandidatstudier 1969-73 ved Danmark Lærerhøjskole i København, cand. pæd. i 1973. Specialet: Demokratisk pædagogik. Dialektik og kritik som baggrund for demokratisk pædagogik.
- Kandidatstipendium, Danmarks Lærerhøjskole, 1976-1978, Studieemne: Politische Bildung in Deutschland, 1945-1975.
- Inter-University Centre of Post-Graduate Studies, Dubrovnik: Philosophie und Sozialwissenschaft: Ethik und Gesellschaftstheorie, April 1976.

## Ansættelser
- Folkeskolelærer i Esbjerg på Rørkjær skole, 1955-64 og 1967-70.
- Lærer og konst. skoledistriktsleder i Uummannnaq, Grønland, 1964-1967.
- Adjunkt i pædagogiske fag ved Esbjerg Seminarium, 1971-1975.
- Adjunkt/lektor ved Aalborg Universitet Aalborg Universitetscenter, 1975-1979.
- Lektor i de pædagogiske fag ved Haderslev Statsseminarium, 1979–1991.
- Central studielektor i pædagogik i Direktoratet for Folkeskolen og Seminarierne, Undervisningsministeriet, 1981-1991.
- Førtidspensionist, 1991.
- Foredragsholder ved Askov Højskoles sommerkursus "Etik og Pædagogik", 1992-2006.

## Udgivelser

### Gyldendal
- Kritik af Undervisningslæren (red.), 1976.

### Christian Ejlers (Christian Ejlers' pædagogiske serie)
- Undervisningens samtale, 1978.

### Munksgaards undervisningsbibliotek
- Den politiske dannelse : Tre studier over forholdet mellem politik og pædagogik, 1979.
- Skolen Opgave - åndsfrihed og demokrati (red.), 1980.

### KVANs Forlag
- Civil Courage, et essay om pædagogikken og menneskerettighederne, 1986.
- Pædagogisk Takt - og kunsten at køre med hundeslæde, 1988.
- Niels Buur Hansen og Alexander von Oettingen (red.): 'Mod til at undervise. Festskrift til Holger Henriksen på 70-årsdagen, 2001.

### Forlaget Samlaget, Oslo
- Sivilt mot. Eit essay om pedagogikk og menneskerettar, 1990.

### Holger Henriksens Forlag
- Samtalens Mulighed, bidrag til en demokratisk didaktik, fem udgaver: 1993, 1994,1997, 1999, 2005.
- Kulturkampen, bidrag til enhedsskolens historie, 1996.
- Demokratisk Kultur, kommunikation, organisation og ledelse, 1996.
- Oktober 2002, om den politiske dannelse, 2002.

### Forlaget LM (Lærerforeningernes Materialeudvalg)
- Lille Pædagogisk ABC - fra abe til århundredets illusion, 2001.

### Forlaget Fjordager
- Erindring og eftertanke – bidrag til skolens kulturhistorie, 2010.
- Om metodefriheden og dens fjender, 2012.